# John Kander
John Kander, född 18 mars 1927 i Kansas City, Missouri, är en amerikansk kompositör. Tillsammans med Fred Ebb ligger han bakom flera kända musikaler. Han har även varit med och skapat filmmusiken i Kramer mot Kramer.

## Musikaler (med Ebb), i urval
- Cabaret (1966)
- The Happy Time (1968)
- Zorba (1968)
- Chicago (1972)
- And The World Goes 'Round (1991)
- Kiss of the Spider Woman (1992)
- Steel Pier (1997)
- Fosse (1999)
- The Skin Of Our Teeth (1999)
- The Visit (2001)

Musikalerna Cabaret och Chicago har också filmatiserats.
Ebb och Kander samarbetade också med Liza Minnelli i scenshowen Liza with a "Z" (1973), med vilken hon turnerade världen runt.